# Sorin Grindeanu
Sorin Mihai Grindeanu (Caransebeș, 5 dicembre 1973) è un politico rumeno, primo ministro della Romania dal 4 gennaio 2017 al 29 giugno 2017.
Leader del Partito Social Democratico (PSD) nel distretto di Timiș, nel nordovest del paese, fu deputato tra 2012 e il 2016 e ministro delle comunicazioni nel governo Ponta IV tra il 2014 e il 2015.
Fu, successivamente, proposto come primo ministro dal presidente del PSD Liviu Dragnea per la formazione di un governo che assunse l'incarico il 4 gennaio 2017. Un tentativo di modifica del codice penale in tema di corruzione, sostenuto da Dragnea, lo rese protagonista delle proteste in Romania del 2017. Tensioni con la presidenza del partito, infine, portarono alla fine della sua esperienza da premier già nel giugno dello stesso anno. Rifiutandosi di lasciare l'incarico tramite dimissioni, fu sfiduciato dallo stesso PSD che, per sostituirlo, appoggiò la formazione di un nuovo governo presieduto da Mihai Tudose.

## Famiglia e formazione
Entrambi i genitori furono insegnanti presso il liceo pedagogico Constantin Diaconovici Loga di Caransebeș. Il padre, Nicolae Grindeanu, ne fu preside e rivestì anche la funzione di ispettore scolastico generale per il distretto di Caraș-Severin, compito dal quale fu destituito nel 2014 per decisione dell'allora presidente del consiglio del distretto Sorin Frunzăverde (già ministro sotto i governi Vasile e Tăriceanu). Nicolae Grindeanu fu segretario della sezione del Partito Social Democratico di Caransebeș, membro del consiglio del distretto di Caraș-Severin nel 2012 e poi riconfermato nel 2016.
Dopo il diploma presso il liceo Traian Doda di Caransebeș, Sorin Grindeanu conseguì la laurea in informatica presso la facoltà di matematica dell'Università dell'Ovest di Timișoara nel 1997.

## Carriera politica

### Esordi politici e attività parlamentare
Nel 1996 Sorin Grindeanu si iscrisse all'allora Partito della Democrazia Sociale di Romania, ridenominato nel 2001 nel Partito Social Democratico (PSD), militando per alcuni anni nella sezione giovanile del partito nel distretto di origine. A livello locale tra il 2004 e il 2008 fu membro del consiglio comunale di Timișoara e vicesindaco della città tra il 2008 e il 2012.
Candidatosi per il PSD alle elezioni parlamentari del 2012, ottenne l'elezione a deputato per il distretto di Timiș. Nel corso della legislatura partecipò a numerose commissioni della camera. Fino al febbraio 2013 si mise in luce nella commissione per le comunicazioni, per poi passare a quella per la difesa. Sempre nel febbraio 2013 divenne membro anche della commissione congiunta camera-senato per il controllo sulle attività del Serviciul Român de Informații, dove rimase fino al dicembre 2014. Nel febbraio 2015 tornò alla commissione per le comunicazioni e dal marzo 2016 assunse l'incarico anche in quella per la cultura.
In virtù della sua esperienza nella rispettiva commissione parlamentare, tra il 17 dicembre 2014 e il 17 novembre 2015 fu ministro delle comunicazioni nel governo Ponta IV.
Dopo che nel dicembre 2014 fu avviata un'inchiesta penale nei confronti dell'allora presidente del PSD del distretto di Timiș Titu Bojin, Grindeanu fu indicato come suo sostituto alla guida del partito nella regione. L'assunzione dell'incarico fu formalizzata in un congresso avvenuto a Timișoara nel giugno del 2015.
Nel giugno del 2016 partecipò alle elezioni amministrative per il rinnovo del consiglio del distretto di Timiș. La candidatura di Grindeanu alla presidenza fu supportata da una coalizione formata dal Partito Social Democratico, dall'Alleanza dei Liberali e dei Democratici (ALDE) e dal Partito del Movimento Popolare (PMP). Il PSD risultò vincitore della tornata elettorale e il 29 giugno 2016 Grindeanu rassegnò le proprie dimissioni da parlamentare al fine di rivestire l'incarico di presidente del consiglio del distretto di Timiș.

### La presidenza del consiglio dei ministri
Il 28 dicembre 2016, a due settimane dalle elezioni parlamentari del 2016 vinte dal PSD, fu proposto al presidente della repubblica Klaus Iohannis dal presidente nazionale del PSD Liviu Dragnea per l'incarico di capo del governo. Sostenuto anche dall'ALDE, quello di Grindeanu fu il secondo nome proposto dal PSD, in conseguenza del rifiuto di Iohannis di nominare primo ministro l'economista Sevil Shhaideh. Il 30 dicembre, tramite un comunicato stampa, il presidente confermò la nomina di Grindeanu, invitandolo a formare la squadra di governo. Il 4 gennaio 2017 il parlamento approvò la fiducia al governo, che assunse le funzioni dopo la cerimonia di giuramento celebrata nella sera della stessa giornata.
Vista la nomina a primo ministro, rassegnò le dimissioni da presidente del consiglio del distretto di Timiș. Il 14 gennaio queste furono ufficialmente formalizzate durante la seduta del consiglio che nominò come suo successore Călin Dobra (PSD).
Durante il mandato di premier fece fronte ad ampie manifestazioni di protesta del 2017 e a durissime critiche da parte della comunità internazionale, scaturite dal tentativo di apportare delle modifiche al codice penale che depenalizzavano il reato di abuso d'ufficio e che, in ultima istanza, per la loro risonanza, lo costrinsero a ritirare l'ordinanza di applicazione, deludendo le aspettative di Dragnea. Per via di crescenti contrasti con il presidente del partito, che lo accusava di non aver rispettato il programma di governo, nel giugno 2017 gli fu ritirato l'appoggio politico da parte del PSD e tutti i ministri lasciarono l'esecutivo, ma si rifiutò di dare le dimissioni. Grindeanu, di contro, criticò Dragnea di voler accentrare il potere nelle sue mani. In aperta rottura con i vertici del partito, il 21 giugno 2017 venne sfiduciato dal parlamento con 241 voti a favore e 10 contrari, a seguito di una mozione presentata dallo stesso PSD.

### Presidente dell'ANCOM

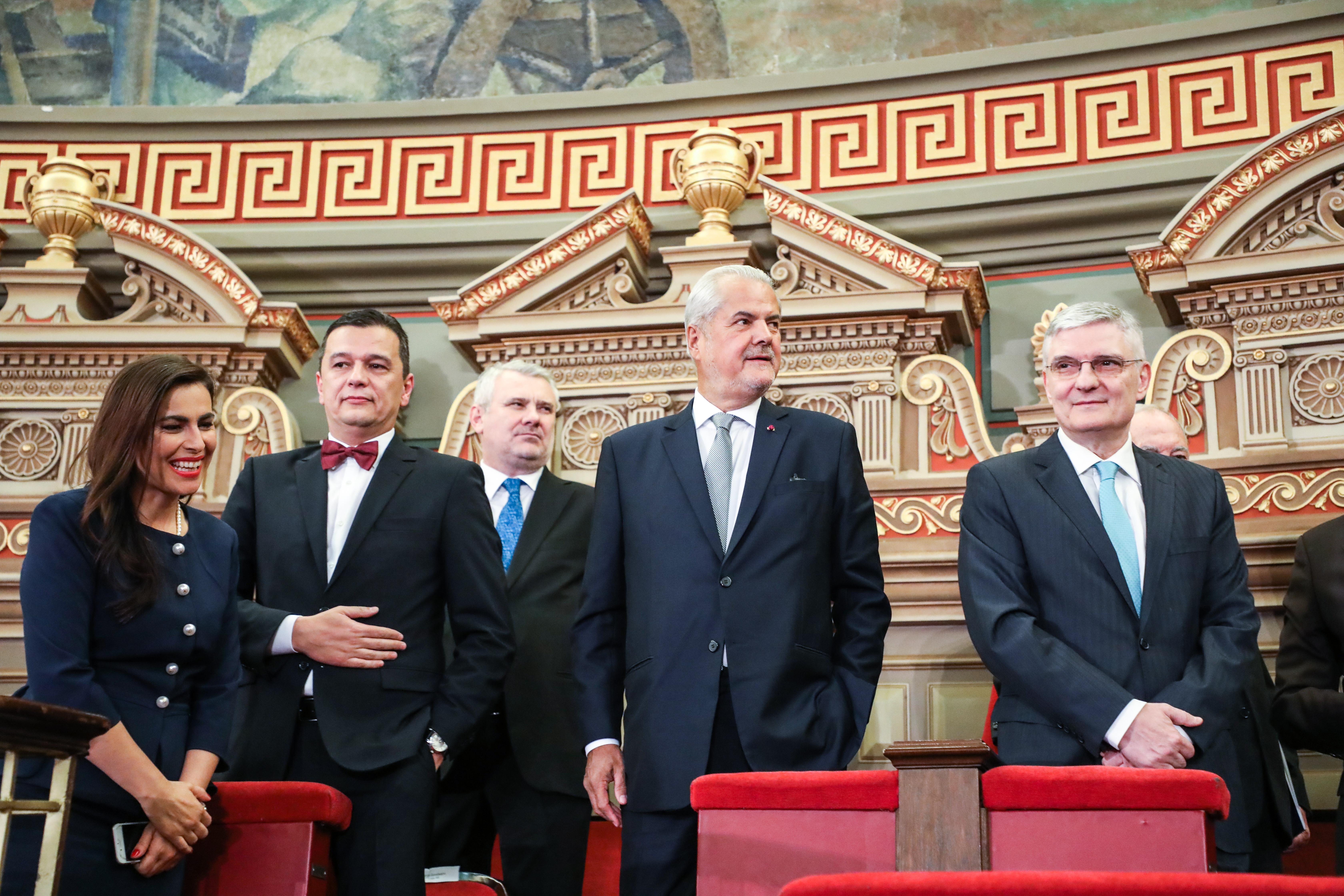
Gli ex primi ministri Sorin Grindeanu e Adrian Năstase e il vicepresidente della Banca Nazionale Rumena, Daniel Dăianu, presso l'Ateneo rumeno a Bucarest, prima della cerimonia ufficiale di apertura della presidenza rumena del Consiglio dell'Unione Europea, 10 gennaio 2019.

Nell'ottobre 2017 fu indicato dalle commissioni per le comunicazioni di camera e senato come presidente dell'Autorità nazionale per l'amministrazione e la regolamentazione nelle comunicazioni (Autoritătea Naționala pentru Administrare și Reglementare în Comunicații, ANCOM), malgrado i voti contrari di PNL e USR e l'astensione del PMP. Il 7 novembre il parlamento ratificò la nomina (270 favorevoli, 117 contrari) per un mandato di 6 anni fino al 2023.

### Ritorno nel PSD
Nel corso del 2020, dopo l'arresto di Dragnea e l'ascesa di Marcel Ciolacu alla presidenza del PSD, riallacciò i rapporti con il partito. Nel mese di gennaio partecipò alla conferenza regionale del PSD Timiș, mentre in agosto fu ufficialmente sostenuto dalla sezione per il ruolo di presidente esecutivo nazionale in vista del congresso del partito.
Marcel Ciolacu, vincitore del congresso del PSD del 22 agosto 2020, confermò il nome di Grindeanu nella nuova dirigenza del PSD, con il ruolo di primo vicepresidente al fianco di Gabriela Firea. Assunto nuovamente l'incarico di partito, l'8 ottobre 2020 si dimise dalla presidenza dell'ANCOM.
Fu rieletto deputato in occasione delle elezioni del dicembre 2020. Fu, quindi, membro delle commissioni difesa e affari europei della camera, oltre che presidente della Delegazione del parlamento presso l'assemblea parlamentare della NATO.
Tra il settembre e il novembre 2021 fu anche vicepresidente della camera. Il 2 novembre 2021 assunse ad interim l'incarico presidente della camera dei deputati, fino alla nomina di un titolare.

### Ministro dei trasporti e vice primo ministro
Nel novembre 2021 fu indicato come ministro dei trasporti del neonato governo Ciucă. Oltre a ciò fu incaricato anche del ruolo di vice primo ministro. Nei successivi governi Ciolacu I e Ciolacu II mantenne la conduzione del dicastero dei trasporti ma senza il titolo di vice primo ministro.
In occasione del congresso del PSD del 24 agosto 2024 fu confermato nel ruolo di primo vicepresidente del partito.

## Vita privata
Grindeanu è sposato e ha un figlio.

## Pubblicazioni
- (RO) Sorin Grindeanu, Introducere în informatica socială, Timișoara, Editura Universitatea de Vest, 2000.
- (RO) Sorin Grindeanu, Tehnoredactare computerizată, Timișoara, Editura Universitatea de Vest, 2002.
- (RO) Sorin Grindeanu, Integrala Lebesgue-Radon în raport cu o măsură complexă, Caransebeș, Editura Ionescu, 2002.